# Нижній Ломов
Нижній Ломо́в (рос. Нижний Ломов) — місто, адміністративний центр Нижньоломовського району Пензенської області, Росія.
Населення — 22678 осіб (2010; 24249 у 2002).